# Trappe, Pennsylvania
Trappe, Pennsylvania är en borough (köpstad) i Montgomery County, Pennsylvania.

## Storlek
Trappe hade vid 2010 års folkräkning 3 509 invånare.